# Gornji Goli Vrh Lipnički
Gornji Goli Vrh Lipnički is een plaats in de gemeente Ribnik in de Kroatische provincie Karlovac. De plaats telt 2 inwoners (2001).